# Edmund Schulthess
Pour les articles homonymes, voir Schulthess.
Edmund Schulthess, né le 2 mars 1868 à Villnachern (originaire de Brugg) et mort le 22 avril 1944 à Berne, est un homme politique suisse, membre du Parti radical-démocratique. Il est conseiller fédéral de 1912 à 1934.

## Biographie
Il est le 43e conseiller fédéral de l'histoire[réf. nécessaire], à la tête du Département du commerce, de l'industrie et de l'agriculture de 1912 à 1914, puis du Département de l'économie publique de 1915 à 1934. Il est président de la Confédération à quatre reprises : en 1917, 1921, 1928 et 1933.